# Suojärvi (sjö i Valtimo, Norra Karelen)
Suojärvi är en sjö i kommunen Valtimo i landskapet Norra Karelen i Finland. Den är 1,9 meter djup. Arean är 36 hektar och strandlinjen är 3,04 kilometer lång. Sjön  ingår i Vuoksens huvudavrinningsområde.   Den ligger omkring 140 kilometer norr om Joensuu och omkring 460 kilometer nordöst om Helsingfors. 
Suojärvi ligger sydväst om Kivijärvi. 